# Tokat Belediye Plevne Spor Kulübü 2020-2021 (pallavolo maschile)
Questa voce raccoglie le informazioni riguardanti il Tokat Belediye Plevne Spor Kulübü nelle competizioni ufficiali della stagione 2020-2021.

## Organigramma societario
Area direttiva
- Presidente: Eyüp Eroğlu

Area tecnica
- Allenatore: İlker Alkan
- Allenatore in seconda: Fatih Gür
- Assistente allenatore: Ethem Kılcı
- Scoutman: Eser Kocaarslan

## Rosa
| N° | Nome                 | Ruolo | Data di nascita  | Nazionalità sportiva |
| -- | -------------------- | ----- | ---------------- | -------------------- |
| 1  | Matthew West         | P     | 1º ottobre 1993  | Stati Uniti          |
| 2  | Geraldo da Silva     | O     | 3 giugno 1990    | Brasile              |
| 3  | Kaan Bülbül          | C     | 14 luglio 2001   | Turchia              |
| 4  | Hasan Mermer         | S     | 14 novembre 1994 | Turchia              |
| 5  | Atakan Topal         | C     | 1º gennaio 2000  | Turchia              |
| 6  | Abdullah Çam         | S     | 30 marzo 1997    | Turchia              |
| 7  | Yusuf Özdemir        | O     | 16 marzo 2000    | Turchia              |
| 8  | Furkan Aydın         | C     | 15 gennaio 1997  | Turchia              |
| 9  | Cansın Hacıbekiroğlu | C     | 12 luglio 1987   | Turchia              |
| 10 | Özgür Türkmen        | S     | 22 gennaio 1998  | Turchia              |
| 13 | Semih Çelik          | L     | 29 novembre 1988 | Turchia              |
| 14 | Batı Kayhan          | S     | 10 giugno 1996   | Turchia              |
| 15 | Halil Dolaşık        | S     | 10 aprile 1996   | Turchia              |
| 17 | Taha Erden           | S     | 13 gennaio 2002  | Turchia              |
| 18 | Jonas Kvalen         | S     | 6 giugno 1992    | Norvegia             |

## Statistiche

### Statistiche di squadra
| Competizione     | Punti | In casa | In casa | In casa | In trasferta | In trasferta | In trasferta | Totale | Totale | Totale |
| Competizione     | Punti | G       | V       | P       | G            | V            | P            | G      | V      | P      |
| ---------------- | ----- | ------- | ------- | ------- | ------------ | ------------ | ------------ | ------ | ------ | ------ |
| Efeler Ligi      | 37    | 15      | 7       | 8       | 15           | 4            | 11           | 30     | 11     | 19     |
| Coppa di Turchia | 3     | 0       | 0       | 0       | 0            | 0            | 0            | 4      | 1      | 3      |
| Totale           | -     | 15      | 7       | 8       | 15           | 4            | 11           | 34     | 12     | 22     |

G = partite giocate; V = partite vinte; P = partite perse

### Statistiche dei giocatori
| Giocatore        | Campionato | Campionato | Campionato | Campionato | Campionato | Coppa di Turchia | Coppa di Turchia | Coppa di Turchia | Coppa di Turchia | Coppa di Turchia | Totale | Totale | Totale | Totale | Totale |
| Giocatore        | P          | PT         | AV         | MV         | BV         | P                | PT               | AV               | MV               | BV               | P      | PT     | AV     | MV     | BV     |
| ---------------- | ---------- | ---------- | ---------- | ---------- | ---------- | ---------------- | ---------------- | ---------------- | ---------------- | ---------------- | ------ | ------ | ------ | ------ | ------ |
| F. Aydın         | 30         | 190        | 107        | 67         | 16         | 2                | 7                | 5                | 2                | 0                | 32     | 197    | 112    | 69     | 16     |
| K. Bülbül        | 4          | 0          | 0          | 0          | 0          | 0                | 0                | 0                | 0                | 0                | 4      | 0      | 0      | 0      | 0      |
| A. Çam           | 30         | 327        | 266        | 41         | 20         | 2                | 10               | 4                | 3                | 3                | 32     | 337    | 270    | 44     | 23     |
| S. Çelik         | 29         | 0          | 0          | 0          | 0          | 0                | 0                | 0                | 0                | 0                | 29     | 0      | 0      | 0      | 0      |
| G. da Silva      | 30         | 586        | 514        | 30         | 42         | -                | -                | -                | -                | -                | 30     | 586    | 514    | 30     | 42     |
| H. Dolaşık       | 17         | 4          | 0          | 3          | 1          | 1                | 0                | 0                | 0                | 0                | 18     | 4      | 0      | 3      | 1      |
| T. Erden         | 1          | 1          | 1          | 0          | 0          | 1                | 8                | 6                | 2                | 0                | 2      | 9      | 7      | 2      | 0      |
| C. Hacıbekiroğlu | 27         | 113        | 74         | 34         | 5          | 2                | 13               | 9                | 3                | 1                | 29     | 126    | 83     | 37     | 6      |
| B. Kayhan        | 5          | 3          | 2          | 0          | 1          | -                | -                | -                | -                | -                | 5      | 3      | 2      | 0      | 1      |
| J. Kvalen        | 30         | 451        | 384        | 41         | 26         | 2                | 24               | 20               | 3                | 1                | 32     | 475    | 404    | 44     | 27     |
| H. Mermer        | 21         | 33         | 27         | 3          | 3          | 3                | 22               | 16               | 3                | 3                | 24     | 55     | 43     | 6      | 6      |
| Y. Özdemir       | 19         | 29         | 22         | 5          | 2          | 3                | 27               | 21               | 6                | 0                | 22     | 56     | 43     | 11     | 2      |
| A. Topal         | 21         | 55         | 32         | 17         | 6          | 1                | 5                | 4                | 1                | 0                | 22     | 60     | 36     | 18     | 6      |
| Ö. Türkmen       | 13         | 1          | 1          | 0          | 0          | 3                | 0                | 0                | 0                | 0                | 13     | 1      | 1      | 0      | 0      |
| M. West          | 30         | 77         | 32         | 28         | 17         | 2                | 3                | 3                | 0                | 0                | 32     | 80     | 35     | 28     | 17     |

P = presenze; PT = punti totali; AV = attacchi vincenti; MV = muri vincenti; BV = battute vincenti